# Ca l'Aldomà
Ca l'Aldomà és una obra renaixentista de Cervera (Segarra) protegida com a Bé Cultural d'Interès Local.

## Descripció
Edifici unifamiliar entre mitgeres. Consta de planta baixa, entresòl i dues plantes. Destaca la porta de llinda plana, amb pilastres a banda i banda. La llinda presenta un entaulament motllurat amb la part superior central corbada, que conté al seu interior un segell ovalat emmarcat amb motius vegetals i que conté una testa femenina de perfil. Aquest entaulament es completa amb dues volutes ubicades als extrems laterals de l'entaulament.